# Olaia
Olaia est une freguesia portugaise située dans le District de Santarém.
Avec une superficie de 21,96 km2 et une population de 1 917 habitants (2001), la paroisse possède une densité de 87,3 hab/km2.